# Granja (Penedono)
A Granja é uma povoação do Município de Penedono que foi sede da extinta Freguesia de Granja, freguesia que tinha uma área de apenas 10,2 km2 e 148 habitantes, e, por isso, uma densidade populacional anormalmente baixa de 14,5 habitantes por km2. 
A Freguesia de Granja foi extinta (agregada) pela reorganização administrativa de 2012/2013, tendo o seu território sido agregado ao da Freguesia de Penedono para criar a União das Freguesias de Penedono e Granja.
A Freguesia de Granja encontrava-se dividida por vários lugares, sendo estes Montinho, Santo António, Granja, Lameira e Queimada.
Embora seja uma aldeia com grandes ligações à Virgem Mártir Santa Eufémia, o padroeiro da Granja é São Sebastião.
A Granja, desde cedo chamou a atenção pela sua riqueza ao nível mineral, tendo as suas minas sido exploradas primeiramente pelos Romanos. O fim destas minas deu-se, de forma abrupta, na década de 1950.

## População
| População da freguesia de Granja | População da freguesia de Granja | População da freguesia de Granja | População da freguesia de Granja | População da freguesia de Granja | População da freguesia de Granja | População da freguesia de Granja | População da freguesia de Granja | População da freguesia de Granja | População da freguesia de Granja | População da freguesia de Granja | População da freguesia de Granja | População da freguesia de Granja | População da freguesia de Granja | População da freguesia de Granja |
| -------------------------------- | -------------------------------- | -------------------------------- | -------------------------------- | -------------------------------- | -------------------------------- | -------------------------------- | -------------------------------- | -------------------------------- | -------------------------------- | -------------------------------- | -------------------------------- | -------------------------------- | -------------------------------- | -------------------------------- |
| 1864                             | 1878                             | 1890                             | 1900                             | 1911                             | 1920                             | 1930                             | 1940                             | 1950                             | 1960                             | 1970                             | 1981                             | 1991                             | 2001                             | 2011                             |
| 431                              | 440                              | 484                              | 472                              | 470                              | 430                              | 386                              | 412                              | 442                              | 455                              | 257                              | 260                              | 238                              | 181                              | 148                              |

| Distribuição da População por Grupos Etários | Distribuição da População por Grupos Etários | Distribuição da População por Grupos Etários | Distribuição da População por Grupos Etários | Distribuição da População por Grupos Etários | Distribuição da População por Grupos Etários | Distribuição da População por Grupos Etários | Distribuição da População por Grupos Etários | Distribuição da População por Grupos Etários | Distribuição da População por Grupos Etários |
| -------------------------------------------- | -------------------------------------------- | -------------------------------------------- | -------------------------------------------- | -------------------------------------------- | -------------------------------------------- | -------------------------------------------- | -------------------------------------------- | -------------------------------------------- | -------------------------------------------- |
| Ano                                          | 0-14 Anos                                    | 15-24 Anos                                   | 25-64 Anos                                   | > 65 Anos                                    |                                              | 0-14 Anos                                    | 15-24 Anos                                   | 25-64 Anos                                   | > 65 Anos                                    |
| 2001                                         | 23                                           | 32                                           | 80                                           | 46                                           |                                              | 12,7%                                        | 17,7%                                        | 44,2%                                        | 25,4%                                        |
| 2011                                         | 9                                            | 17                                           | 88                                           | 34                                           |                                              | 6,1%                                         | 11,5%                                        | 59,5%                                        | 23,0%                                        |

Média do País no censo de 2001:  0/14 Anos-16,0%; 15/24 Anos-14,3%; 25/64 Anos-53,4%; 65 e mais Anos-16,4%
Média do País no censo de 2011:   0/14 Anos-14,9%; 15/24 Anos-10,9%; 25/64 Anos-55,2%; 65 e mais Anos-19,0%